# Ильенко, Наталья Никитична
Наталья Никитична Ильенко (род. 1967) — советская спортсменка и тренер, заслуженный мастер спорта СССР по спортивной гимнастике (1981).
Наталья Ильенко родилась 26 марта 1967 года в Хабаровском крае РСФСР. С юных лет посвятила свою жизнь спорту; первым её тренером стала Ф. Рукина. Позднее ее тренировали: Н. Цапенко, Ю. Цапенко, Н. Маракова, А. Гребенников.
Многократная чемпионка Казахстана (1979—1985), СССР (Киев, 1980; Донецк, 1981; Москва, 1984), чемпионка мира в вольных упражнениях (Москва, 1981, 1985), серебряный призер чемпионата Европы (Варшава, 1982), серебряный призер Спартакиады народов СССР (Москва, 1983), призер игр «Дружба» (Будапешт, 1984). Вошла в десятку лучших спортсменов КазССР в 1981—1985 гг. 
В 1985 году за достижения в спорте Н. Н. Ильенко была награждена орденом «Знак Почёта». 
В настоящее время Наталья Никитична Ильенко проживает в столице Великобритании городе Лондоне, где работает тренером по аэробике.